# 戈吉比克縣 (密西根州)
戈吉比克县（英語：Gogebic County）是美国密西根上半島西部的一個縣，北臨苏必利尔湖，南界威斯康辛州，面積3,824平方公里。根據2020年美國人口普查，共有人口14,380人。縣治貝瑟默。該縣成立於1887年2月7日，縣名來自戈吉比克湖和同名的鐵礦區。。